# LaSalle (métro de Montréal)
Pour les articles homonymes, voir La Salle.
LaSalle est une station de la ligne verte du Métro de Montréal. Elle est située rue Caisse, près du boulevard LaSalle dans l’arrondissement de Verdun à Montréal, province de Québec au Canada.

## Situation sur le réseau

Plan du métro (2021).

Établie en souterrain, LaSalle est une station de passage de la ligne verte du métro de Montréal. Elle est située entre la station De l'Église, en direction du terminus sud Angrignon, et la station Charlevoix, en direction du terminus nord Honoré-Beaugrand.
Elle dispose des deux voies de la ligne, encadrées par deux quais latéraux. 

## Histoire
La station LaSalle est mise en service le 3 septembre 1978, lors de l'ouverture à l'exploitation du prolongement de Atwater au nouveau terminus de Angrignon. Elle est nommée en référence au boulevard éponyme proche. Ce boulevard a été nommé en souvenir de l'explorateur René-Robert Cavelier de La Salle (1643-1687).

## Services aux voyageurs

### Accès et accueil
La station dispose d'un unique édicule d'accès au 301, rue Caisse. Cet édicule comporte deux sorties qui mènent tous deux sur la Rue Caisse.

Installations
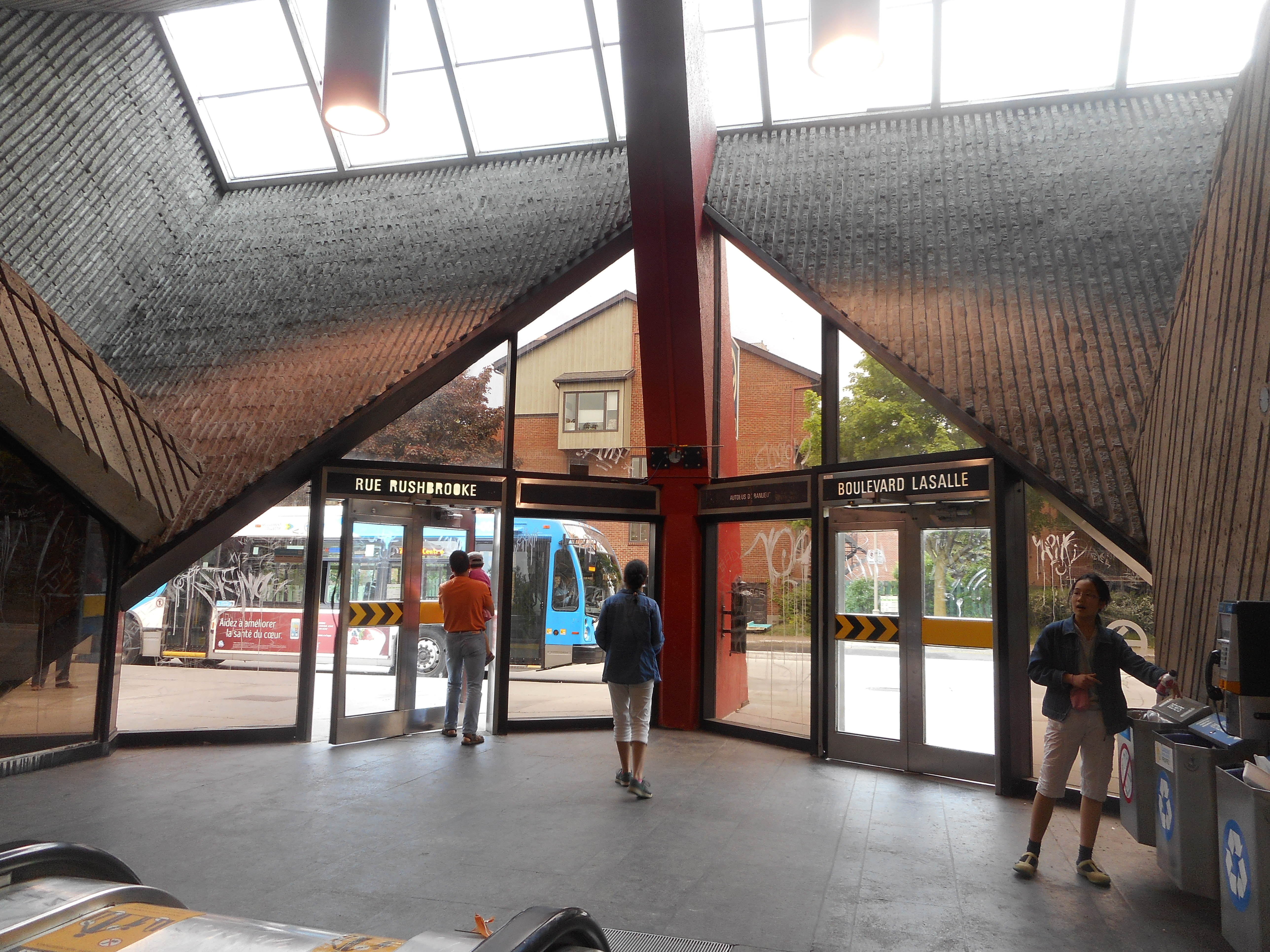
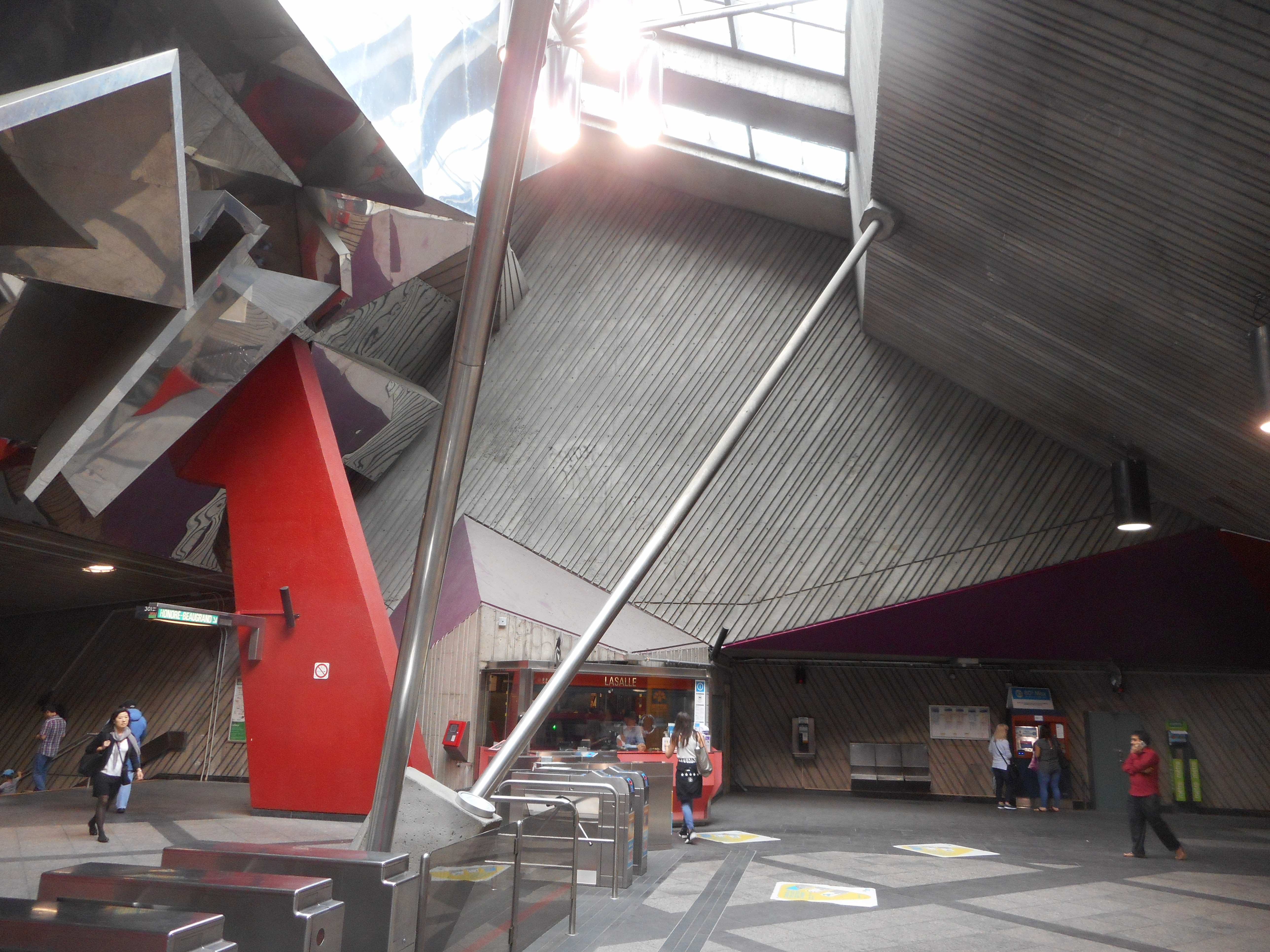
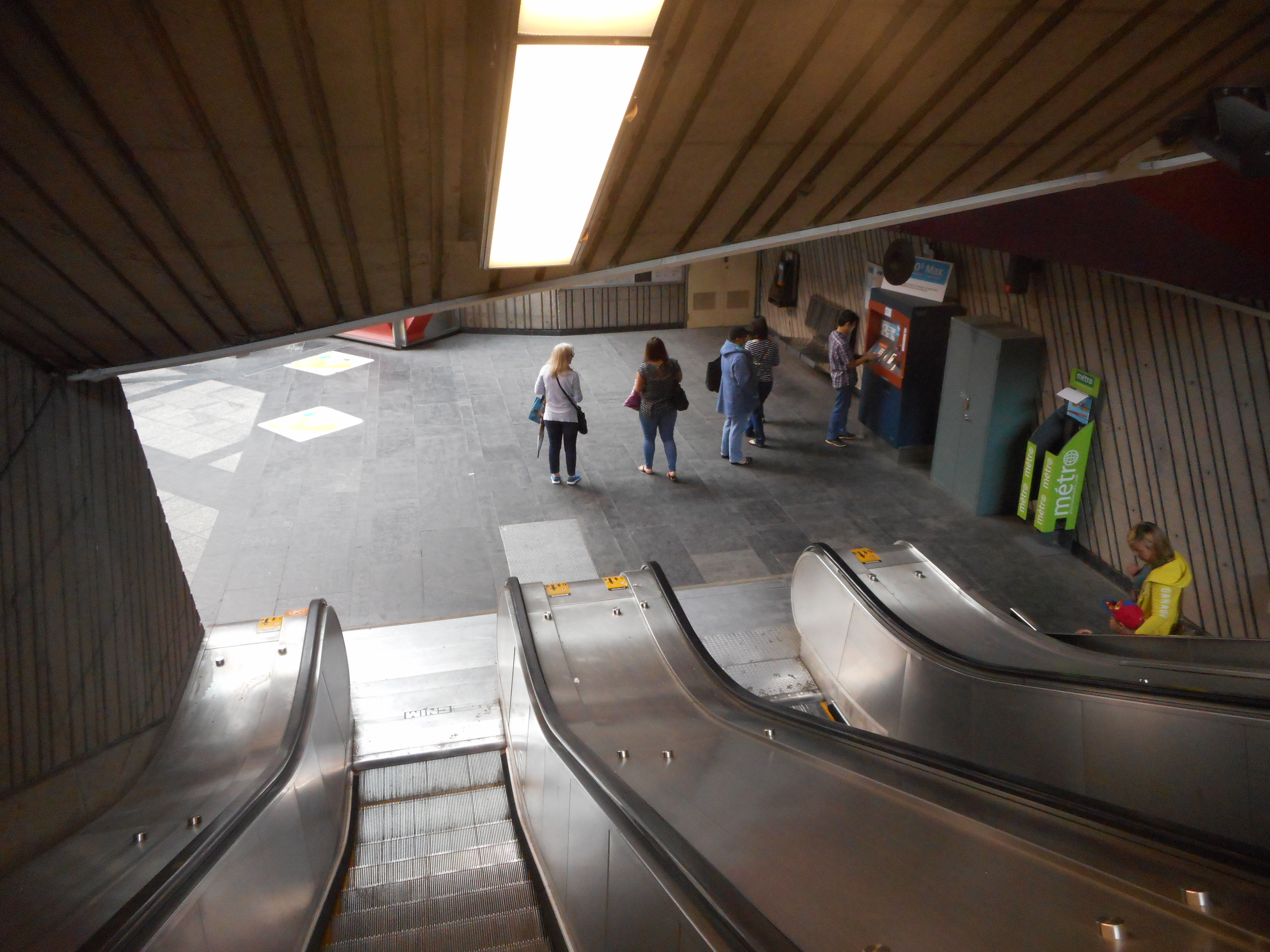

### Desserte
LaSalle est desservie par les rames qui circulent sur la ligne verte du métro de Montréal. Le premier passage à lieu : tous les jours, à 05h58, en direction de Angrignon, et à 05h37, en direction de Honoré-Beaugrand, le dernier passage à lieu : direction Angrignon, en semaine et le dimanche à 01h09, le samedi à 01h39 ; direction Honoré-Beaugrand, en semaine et le dimanche à 00h42, le samedi à 01h12. Les fréquences de passage sont de 3 à 12 minutes suivant les périodes.

Installations et desserte
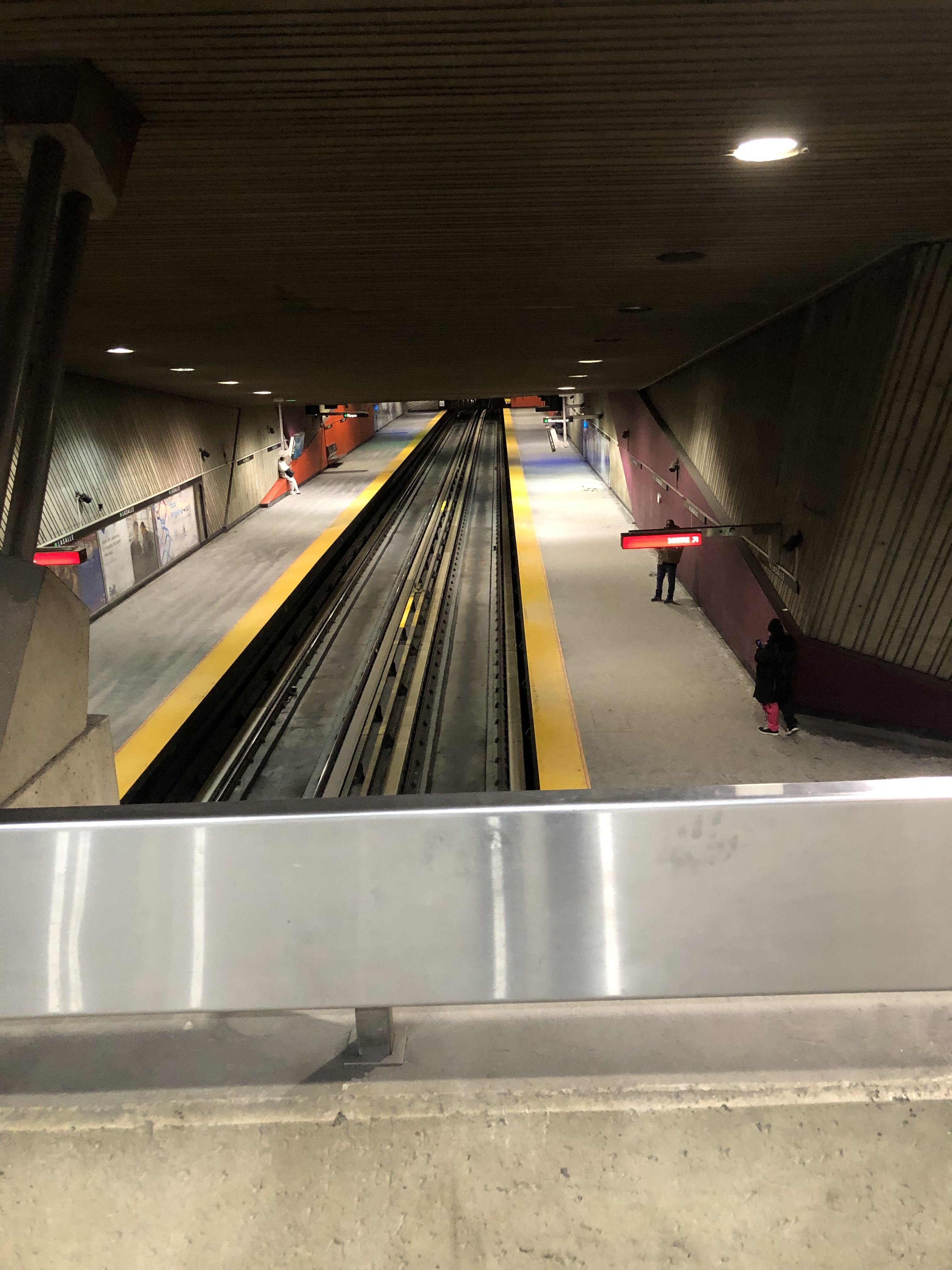
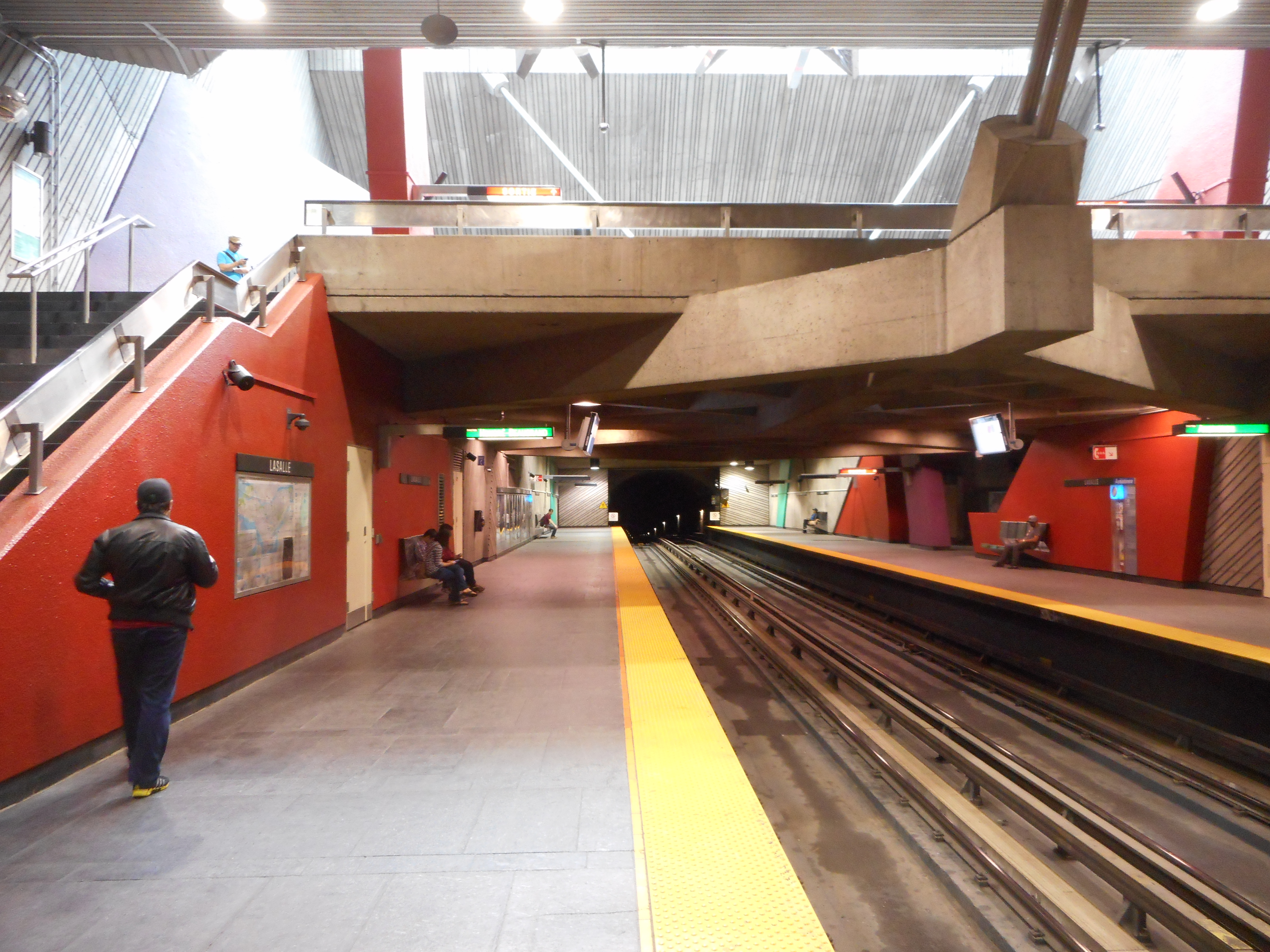
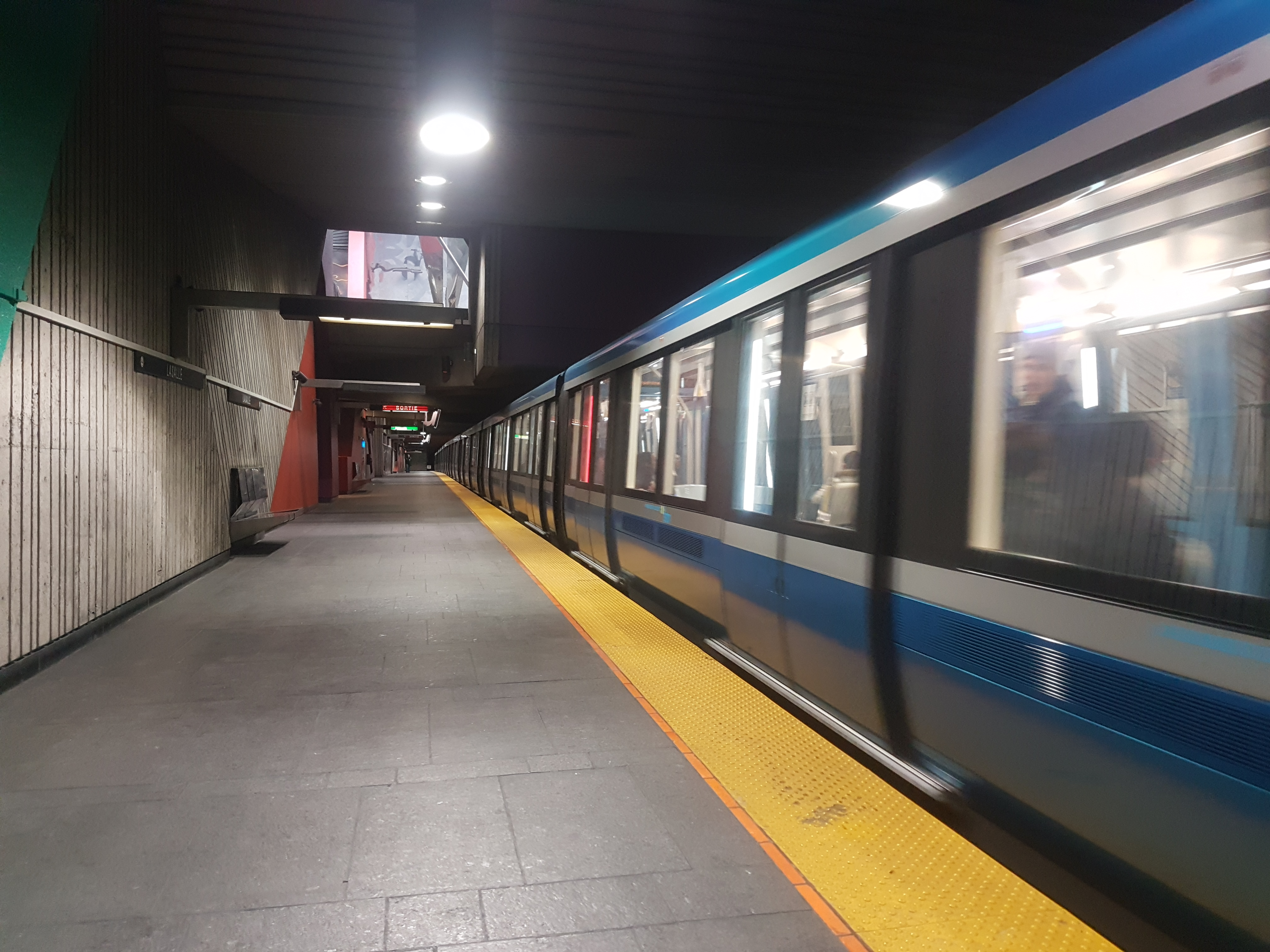

### Intermodalité
Proche de la station, des arrêts d'autobus sont desservis par les lignes de jour : 37 Jolicœur, 61 Wellington et 108 Bannantyne ; et par une ligne de nuit : 350 Verdun / LaSalle,.
Depuis le 26 août 2024, la ligne 58 Wellington est abolie au profit de la ligne 61 Wellington via le boulevard LaSalle, et la ligne 107 Verdun via la rue Wellington. La ligne 71 circulera plutôt via la rue Wellington. Ainsi, la ligne 37 Jolicœur est prolongée jusqu'à cette station.

## L'art dans la station
C'est une station composante de l'Art du métro de Montréal, elle abrite l'œuvre « Murale  » (1978), acier inoxydable, de Peter Gnass, installation située dans la mezzanine.

« Murale »
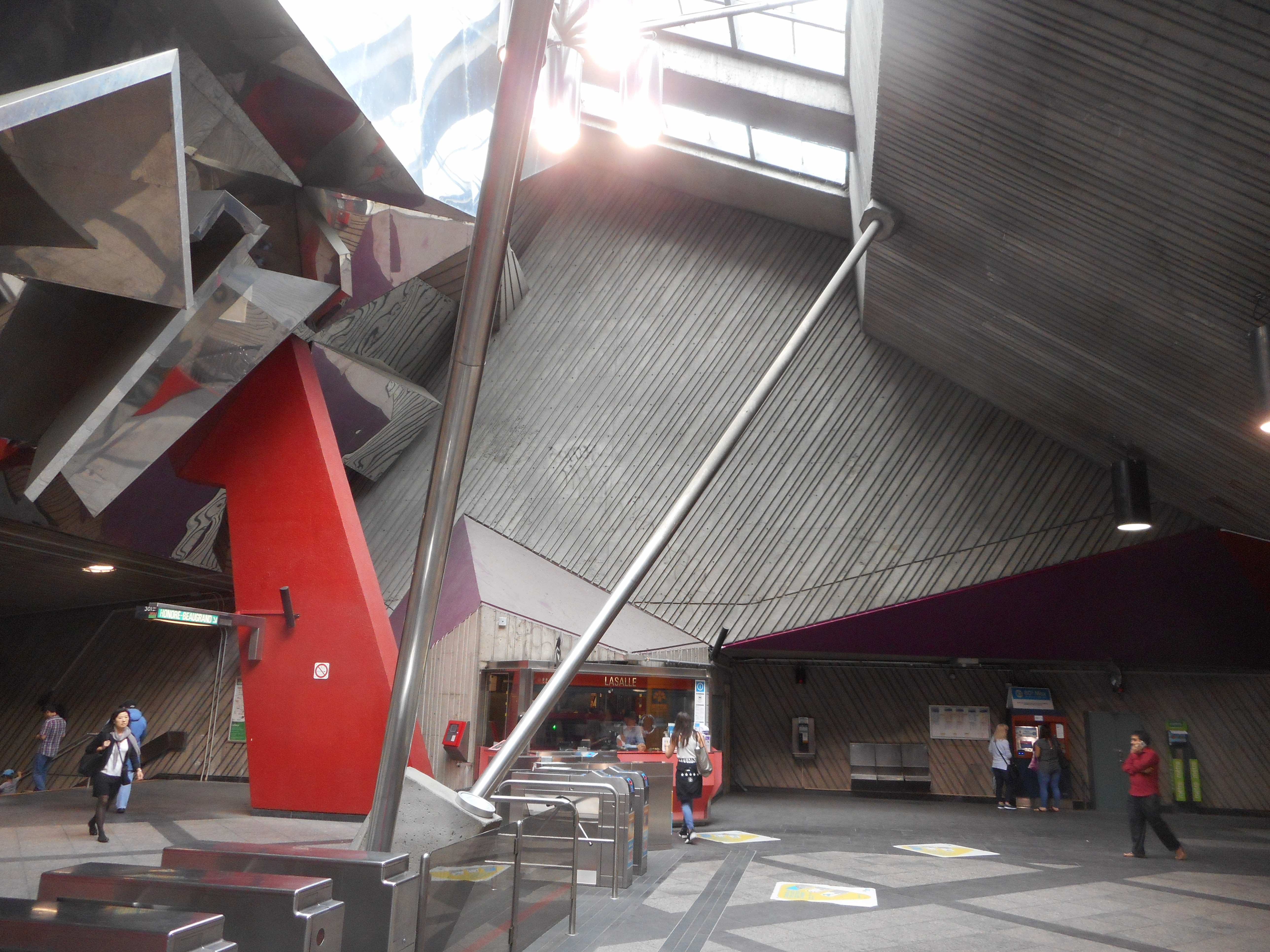
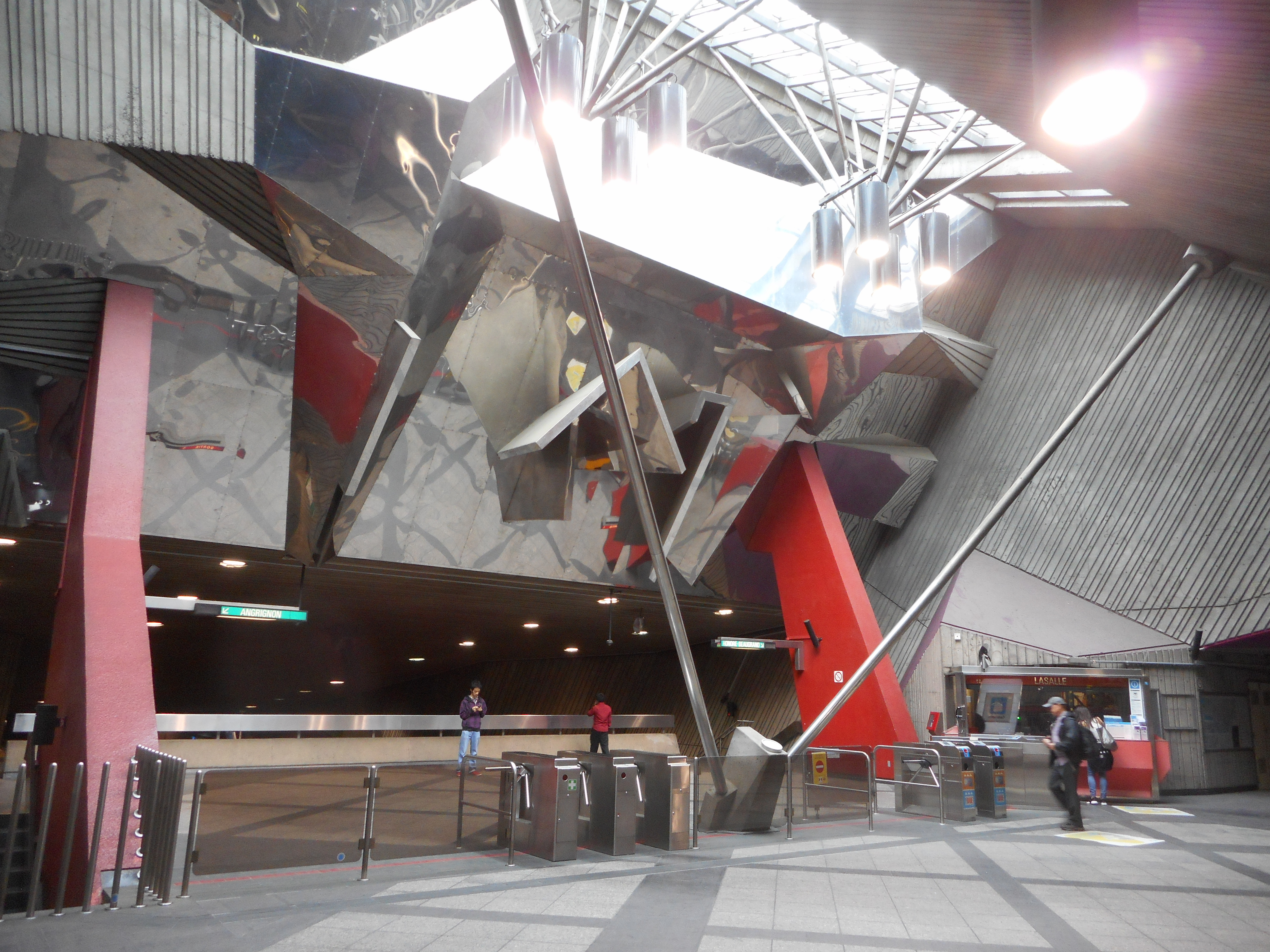
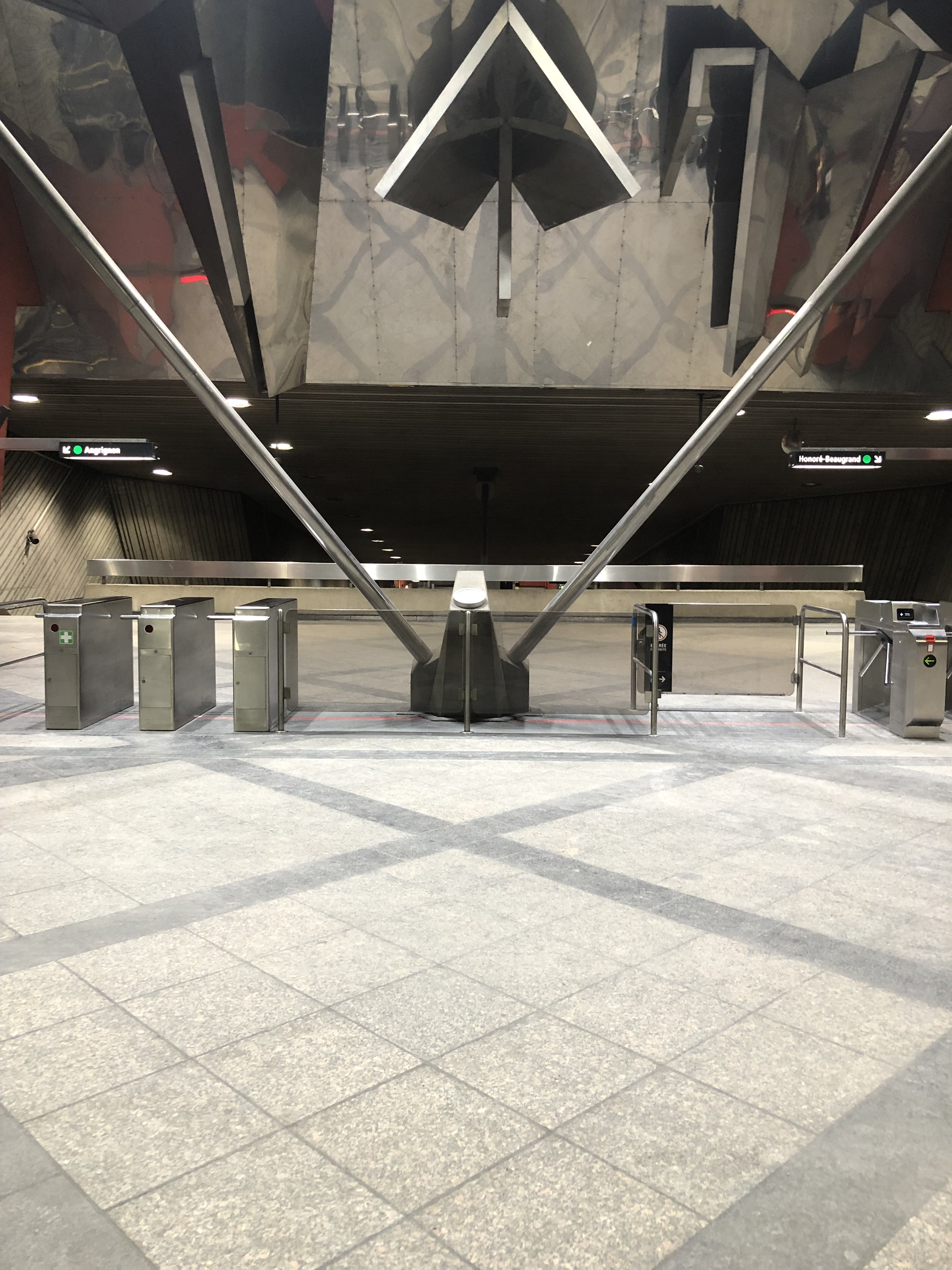

Par ailleurs, l'artiste Michèle Tremblay-Gillon, épouse de l'architecte Didier Gillon concepteur des plans de la station, « créa l'aménagement de couleurs et de formes » de la station. Pour cette réalisation le couple reçu un prix architectural de la Canadian Architecture Review.

## À proximité
- Centre d'accueil Réal-Morel
- École Secondaire Mgr-Richard
- École Notre-Dame-de-la-Paix